# Jesodot
Jesodot (hebr. יסודות) – moszaw położony w Samorządzie Regionu Nachal Sorek, w Dystrykcie Centralnym, w Izraelu.
Leży w Szefeli, w otoczeniu miasteczka Mazkeret Batja, kibuców Chulda i Miszmar Dawid, moszawu Tal Szachar, oraz wioski Jad Binjamin. Na zachód od moszawu znajduje się Baza lotnicza Tel Nof, należąca do Sił Powietrznych Izraela. Na południe od moszawu znajduje się duża baza wojskowa Sił Obronnych Izraela.

## Historia
Pierwotnie w miejscu tym znajdowała się arabska wioska Umm Kalkha, której mieszkańcy podczas wojny domowej w Mandacie Palestyny uciekli w obawie przed pogromami ze strony żydowskiej Hagany. Podczas I wojny izraelsko-arabskiej w 1948 roku izraelska armia utworzyła tutaj posterunek wojskowy, strzegący Drogi Birmańskiej prowadzącej do Jerozolimy. Współczesny moszaw został założony w 1948 roku przez żydowskich imigrantów z Iraku.

## Edukacja
W moszawie znajduje się szkoła podstawowa.

## Gospodarka
Gospodarka moszawu opiera się na intensywnym rolnictwie i sadownictwie (winnica).

## Komunikacja
Na zachód od moszawu przebiega autostrada nr 6, nie ma jednak możliwości bezpośredniego wjazdu na nią. Z moszawu wychodzi lokalna droga, którą jadąc na południe dojeżdża się do skrzyżowania z drogą ekspresową nr 3 (Aszkelon-Modi’in-Makkabbim-Re’ut).